# Гар (Асінівський район)
Гар (рос. Гарь) — присілок у складі Асінівського району Томської області, Росія. Входить до складу Новоніколаєвського сільського поселення.

## Населення
Населення — 312 осіб (2010; 443 у 2002).
Національний склад (станом на 2002 рік):
- росіяни — 98 %